# NGC 7258
NGC 7258 (другие обозначения — PGC 68710, ESO 467-49, MCG -5-52-68, IRAS22201-2836) — спиральная галактика (Sb) в созвездии Южная Рыба.
Этот объект входит в число перечисленных в оригинальной редакции «Нового общего каталога».